# Khioszi Arisztón
Khioszi Arisztón (i. e. 3. század) görög filozófus.
Kitioni Zénón tanítványa, a sztoikus filozófia követője volt, megkülönböztetésül más hasonnevű filozófustól a „Kopasz" melléknéven is szokás idézni. Zénón halála után önálló iskolát alapított, az i. e. 3. század közepén a legünnepeltebb bölcselők egyike volt. Cicero, Diogenész Laertiosz és Seneca nyomán filozófiája a következőképp foglalható össze: a logika haszontalan, a természet megismerése meghaladja képességeinket, egyetlen célunk az erkölcsi alapigazságok kitűzése, tehát minden az erény, a többi közömbös. A lehető legteljesebb közömbösség elérése a valódi belátás eredménye. Mivel Arisztón világnézetét leginkább Khrüszipposz kritikájából ismerjük, nem tudjuk, hogy amikor Arisztón az erényről beszél, akkor ez alatt az erények teljes körét érti-e. Irodalmi munkáit Diogenész Laertiosz sorolja fel, de odailleszti melléjük Panaitiosz nézetét, miszerint csak a levelek erednek tőle, de a munkák valójában a peripatetikus Arisztón munkái. A kérdés mindmáig eldöntetlen.